# 渔市街道
渔市街道，是中华人民共和国辽宁省营口市西市区下辖的一个乡镇级行政单位。

## 行政区划
渔市街道下辖以下地区：
渡口社区、西大庙社区、西环社区和西市场社区。